# 리뉘스 미헐스
마리뉘스 야코뷔스 헨드리퀴스 미헐스(네덜란드어: Marinus Jacobus Hendricus Michels, 네덜란드어 발음: [ˈri.nʏs ˈmɪxəls] ( 듣기), 1928년 2월 9일~2005년 3월 3일)는 네덜란드의 축구인이다. 축구의 주요 전술들 중 하나인 토탈 풋볼을 창시했으며 권위적인 지도 방식으로 인해 "장군(네덜란드어: De Generaal)"이란 별명을 얻었다. 대한민국에서는 이름 'Rinus Michels'를 로마자 그대로 읽은 리누스 미헬스로도 알려져 있다.
미헐스는 선수 시절 공격수로 활동했으며 AFC 아약스에서 선수 경력 전부를 보냈다. 그는 선수 경력을 마감한 후 축구 지도자로 활동했고 자신이 선수로 활동했던 아약스 외에 네덜란드 축구 국가대표팀, FC 바르셀로나 등을 지도했다. 그는 AFC 아약스의 감독으로 활동하며 에레디비시 4회, KNVB 베커르 3회, 1970-71년 유러피언컵 우승을 달성했고, FC 바르셀로나의 감독으로 활동하며 1973-74시즌 라리가 우승을, 네덜란드 축구 국가대표팀의 감독으로 활동하며 UEFA 유로 1988 우승과 1974년 FIFA 월드컵 준우승을 달성했다.
미헐스는 구단과 국가대표팀에서 달성한 우승들 외에 1999년 국제 축구 연맹으로부터 '세기의 축구 감독' 상을, 2007년 타임스로부터 '세계 최고의 제2차 세계 대전 이후 축구 감독(영어: The world’s best post-World War II coach)' 상을, 2019년 프랑스 풋볼로부터 '축구 역사상 가장 뛰어난 감독' 상을 받았다.

## 선수 경력
미헐스는 1946년 AFC 아약스의 선수로 축구선수 생활을 시작하였다. 1958년까지 공격수로 269경기에서 121득점을 기록하였다. 257경기 120득점이라고 기록된 자료도 있다. 1947년과 1957년 팀을 우승으로 이끌었다. 그 외 5차례 네덜란드 축구 국가대표팀에서 뛰었으나 여기서는 득점을 올리지 못하였다. 선수 생활 이후에는 스포츠 과학을 공부하고 청각 장애아 학교에서 교사로 근무하였다. 이 동안 축구 지도자 자격증을 땄다.

## 지도자 경력
지도자 생활을 처음 시작한 곳은 아마추어 팀인 JOS 암스테르담과 AFC 암스테르담이었다. 1965년 자신이 뛰었던 아약스의 지도자가 되어 팀을 네차례 네덜란드 리그 우승 (1966년, 1967년, 1968년, 1970년), 세 차례 컵대회 우승 (1967년, 1970년, 1971년)으로 이끌었다. 이미 1969년 2위를 차지한 후 1971년에는 국가대항 유로파컵에서 우승을 차지하였다. 같은 해 FC 바르셀로나로 건너가 1974년 스페인 리그 우승을 거머줬다.
1974년 축구 월드컵에서 미헐스는 네덜란드 국가대표 감독을 맡고, 그의 팀은 현대적인 전술과 몇 명의 뛰어난 선수 (요한 크라위프, 요한 네이스컨스 등)으로 축구계와 일반을 놀라게 하였다. 적지 않은 축구 전문가들은 네덜란드 팀을 최강으로 꼽았다. 네덜란드는 뮌헨에서 열린 결승전까지 오르지만 독일에 1:2로 지고 말았다.
1975년/1976년 아약스 암스테르담을 지도하고 그는 다시 FC 바르셀로나로 갔다. 거기서 1978년 스페인컵을 차지하였다. 이어서 2년간 미국 로스앤젤레스 아즈텍스를 맡았다.
1980년부터 1983년까지 미헐스는 독일 분데스리가 FC 쾰른을 맡아 1982년 준우승, 1983년 독일축구협회배 (DFB-Pokal) 우승을 차지하였다.
1984년 미헐스는 네덜란드 국가대표 팀 기술감독이 되며, 1986년엔 다시 감독이 되었다. 독일에서 열린 UEFA 유로 1988에서 팀은 준결승에서 2:1로 독일을 꺾고 뮌헨에서 열린 결승전에 진출하여 소련을 2:0으로 이기고 우승하였다.
UEFA 유로 1988에서의 성공을 뒤로 하고 독일 분데스리가의 바이어 레버쿠젠을 맡았다. 그러나 1988년/1989년 시즌이 끝나기 조금 전에 해임되었으며 이후 다시 네덜란드 국가대표팀 감독이 되었고 UEFA 유로 1992에서 덴마크와의 준결승전 패배후 지도자 생활을 완전히 마치게 되었으며 이후 그는 네덜란드 축구협회와 UEFA에 여러 컨설팅을 해 주었다. 1999년 FIFA는 그를 이 세기의 지도자로 지정하였다.
미헐스는 벨기에 알스트(Aalst)에서 심장수술 후 사망하였다.

## 업적
미헐스는 아약스 암스테르담 팀과 네덜란드 국가대표팀이 1960년대 후반부터 1970년대 초반까지 국제적으로 무게를 갖게 되어 지금에까지 이르는 데에 큰 역할을 하였다. 이 시기 그는 "토탈 풋볼" 시스템을 보여주었다. 이 공격적인 전술은 그 이전의 딱딱한 포지션 구분을 느슨하게 한다. 미헬스 감독의 토탈풋볼 하에서는 선수들 간의 포지션이 계속 바뀌어 수비수는 공격에 자주 가담하고, 공격수는 방어에 참여하게 된다. 이는 그 당시에는 혁명적인 전술이었으며, 그 전까지 약체였던 네덜란드는 1974년 월드컵에서 아르헨티나를 4-0, 브라질을 2-0으로 차례로 격파하여 강팀의 지위를 확고히 하였다. 비록 결승전에서 베켄바워와 게르트 뮐러의 서독에게 뼈아픈 2-1 역전패를 허용하긴 하였으나, 이 시기, 1974년의 네덜란드는 역대 최고의 팀으로도 자주 등장하는 팀 중에 하나다. 이러한 혁명을 이끌어 낸 미헬스는 알렉스 퍼거슨, 밀란 제너레이션을 이끌며 압박 전술을 창시한 아리고 사키, 1960년대 그란데 인테르(Grande Inter) 시기를 이끌며 카테나치오 시스템을 구축한 엘레니오 에레라, 1970년대 리버풀 첫 중흥기를 이끈 밥 헤이즐리 등과 더불어 역대 최고의 감독 중 한 명으로 항상 꼽힌다.

## 수상

### 선수

#### 아약스
- 네덜란드 풋볼리그 챔피언십 : 1946–47, 1956–57

### 감독

#### 아약스
- 에레디비시 : 1965–66, 1966–67, 1967–68, 1969–70
- KNVB컵 : 1966–67, 1969–70, 1970–71
- 유로피언컵 : 1970-71

#### 바르셀로나
- 라리가 : 1973-74
- 국왕컵 : 1977-78
- 인터-시티스 페어스컵 트로피 : 1971

#### 쾰른
- DFB 포칼 : 1982-83

#### 네덜란드
- UEFA 유로 : 1988

### 개인
- 월드사커 올해의 감독 : 1988
- UEFA 공로상 : 2002

#### 선정
- FIFA 세기의 감독 : 1999
- 월드사커 역대 최고의 감독 2위
- ESPN 역대 최고의 감독 2위
- 프랑스풋볼 역대 최고의 감독 1위
- 베를린브리츠 1970년대 최고의 감독
- 네덜란드 축구 지난 50년 최고의 감독 : 2004
- 네덜란드 세기의 감독 : 1999

#### 서훈
- 오랑예 나사우 훈장 기사 : 1974
- 오랑예 나사우 훈장 오피서 : 1988
- KNVB 기사 : 2002